# Postgeschichte und Briefmarken von Grönland
Die Postgeschichte Grönlands ist auf Grund der Geschichte eng mit dem ehemaligen Mutterland Dänemark verbunden.

## Postgeschichte

### Die Anfänge des grönländischen Postwesens
1782 wurde der Handelsbetrieb von Den Kongelige Grønlandske Handel gesetzlich geregelt. Eine Regelung für Postverkehr war darin nicht enthalten. Am 2. Januar 1873 wurde das rund 90 Jahre alte Gesetz überarbeitet. Dabei wurde offiziell eine Frachtgebühr für größere Warenpakete eingeführt, die mit ihren Schiffen nach Grönland transportiert werden sollten. Es ist aber davon auszugehen, dass dies bereits seit Ende des 18. Jahrhunderts so gehandhabt wurde. Das Postwesen war bis dahin unorganisiert gewesen und Briefe wurden auf den Handelsschiffen transportiert, sofern sich jemand dazu bereiterklärte. Trotz der offiziellen Einführung des Warenportos in Höhe von 1 Schilling oder 2 Øre pro Pfund im Jahr 1783 blieben Briefe und Päckchen weiterhin kostenlos. Zugleich wurde festgeschrieben, dass es dreimal jährlich eine Postverbindung von Den Kongelige Grønlandske Handels Plads in Kopenhagen nach Grönland geben sollte, aus klimatischen Gründen aber nur von März bis Oktober. Kam die Post in Grönland an, wurde sie an den jeweiligen Kolonialverwalter oder Udstedsverwalter übergeben, der sie dann an Reisende weitergab, die die Post mit Booten, Kajaks oder Hundeschlitten mitnahmen. Die Grönländer, die Post auslieferten, wurden vom Staat pro Arbeitstag und pro Kilometer bezahlt. Post aus Grönland musste frankiert werden, um in Dänemark ausgeliefert werden zu können.

### Neuordnung 1905

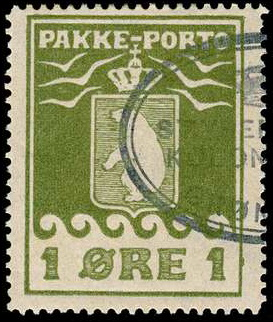
Marke von 1905

1905 wurden die Portogebühren für Pakete herabgesetzt, während zugleich Portogebühren für Päckchen und damit die ersten Briefmarken eingeführt wurden. Briefe blieben vorerst weiter portofrei. Fortan kosteten Päckchen 1 Øre pro Pfund, mindestens jedoch 10 Øre. Es wurden pakkeportomærker genannte Marken im Wert von 1, 5 und 10 Øre herausgegeben, auf denen ein Eisbär abgebildet war. Das Motiv erschien erstmals 1666 auf dem Wappen Dänemarks, wurde für die Marken vom Grönländer Gerhard Heilmann (1859–1946) gezeichnet und ist heute auf dem Wappen Grönlands zu sehen. Ab 1915 wurden auch Marken im Wert von 2, 15 und 20 Øre gedruckt. 1930 wurden die Gebühren deutlich erhöht. Fortan wurden Marken im Wert von 1, 5, 10, 20, 70 Øre, 1 und 3 Kronen herausgegeben.

### Die Post in Thule

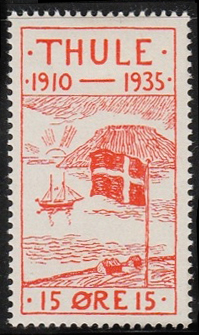
Briefmarke für Thule

1935 erhielt die von Knud Rasmussen gegründete Thule-Station in Uummannaq (Dundas) das Recht eigene Briefmarken herauszugeben. Am 16. Juli 1935 kam es schließlich zur Ausgabe solcher Briefmarken. Sie wurden in Kopenhagen auf private Initiative erstellt. Es handelt sich somit um die ersten Freimarken, die in Grönland verwendet wurden. Diese vierteilige Briefmarkenserie trug die Inschrift Thule / 1910–1935. Die Werte zu 10, 15, 30 und 45 Øre zeigten Walrosse, die dänische Flagge, Knud Rasmussen und das Kap York. Im Jahre 1936 wurde ein weiter Ergänzungswert zu 25 Øre mit einem Bild der Siedlung ausgegeben. 1937 wurde die Station verstaatlicht und damit dänische Kolonie, womit die private Schiffspostverbindung nach Kopenhagen am 31. Juli 1937 wieder eingestellt wurde.

### Nach Aufnahme in den Weltpostverein
Am 1. Juli 1937 wurde Grönland in den Weltpostverein aufgenommen. Deswegen gab die dänische Regierung am 17. September 1938 eine Neuordnung des grönländischen Postwesens bekannt, das ab dem 1. Dezember durch die Dänische Post übernommen wurde. Mittlerweile gab es 20 bis 25 Abfahrten ab Kopenhagen jährlich, aber weiterhin nur von März bis Oktober, da die Schiffe Grönland im Winter nicht erreichen konnten. Die grönländischen Portogebühren wurden daher durch die dänischen ersetzt. Dies brachte eine Abschaffung der Paketpostmarken sowie eine Einführung gewöhnlicher Freimarken in ganz Grönland mit sich. Die Freimarkenserie zu 1, 5, 7, 10, 15 Øre zeigten ein Bildnis des dänischen Königs Christian X. und die zu 30 Øre sowie 1 Krone zeigten einen Eisbären. Beide Motive wurden von Harald Moltke gezeichnet. Staatspost an Grønlands Styrelse war portofrei, ebenso wie alle Briefe.

### Postverkehr im Zweiten Weltkrieg
Am 9. April 1940 wurde Dänemark im Zuge des Zweiten Weltkriegs vom Deutschen Reich besetzt, was im Abbruch der Schiffsverbindungen zwischen Dänemark und Grönland resultierte und damit den Postverkehr zum Erliegen brachte. Bereits zuvor hatten britische Schiffe dänische Handelsschiffe gekapert und die Post zensiert. Dänemark sprach im Mai 1940 mit der Besatzungsmacht ab, dass dänische Post ins Ausland nach Berlin gebracht werden sollte, wo sie zensiert wurde. Von dort aus sollte sie über Italien in die Vereinigten Staaten befördert werden, die 1940 die Versorgung Grönlands anstelle Dänemarks übernommen hatten. Die Zensurstelle wurde zwei Monate später nach Kopenhagen und 1944 nach Sønderborg verlegt. Dennoch wurden alle Briefe noch einmal in Deutschland zensiert. Während trotz großer Beschwerlichkeiten eine Postverbindung nach Grönland aufrechterhalten werden konnte, gab es die meiste Zeit des Krieges keinen Postverkehr aus Grönland nach Dänemark, nachdem die Vereinigten Staaten dem Krieg beigetreten waren. Anfangs lief der Postverkehr noch über die USA und Sibirien, wegen des deutschen Angriffs auf Russland aber kurze Zeit später über Italien, was aber ebenfalls wegen des italienischen Kriegseintritts nie realisiert wurde und schließlich über Portugal. Im Dezember 1941 traten die Vereinigten Staaten dem Krieg bei und schlossen die Postverbindung in feindliche Gebiete. Viele Dänen nutzten Deckadressen in Schweden, wodurch ein Teil des Postverkehrs aus Grönland über die USA so noch bis 1944 unzensiert lief. Ab November 1942 konnten Briefe mit unter 25 Wörtern über das Amerikanische Rote Kreuz gesendet werden. Die offizielle Postverbindung zwischen Grönland und dem amerikanischen Kontinent blieb bestehen, wobei hier erstmals Briefporto eingeführt wurde. 1945 wurde die Postverbindung mit Kriegsende wieder normalisiert.

### Nachkriegszeit bis heute
1938 war bestimmt worden, dass in Grönland 20 Poststationen errichtet werden sollten, was durch den Zweiten Weltkrieg verhindert wurde. In den 1950er Jahren wurden schließlich Postfilialen in größeren grönländischen Städten sowie in Kangerlussuaq, über das der 1954 neu eingeführte Luftverkehr lief, errichtet. Am 1. Juni 1958 wurde das Briefporto eingeführt. Im selben Jahr wurden 62 neue Poststationen in den kleineren Siedlungen eingerichtet.
Um 1970 begann man mit der Ausbildung von grönländischen Postboten nach dänischem System. 1973 hatten sechs Postboten ihre Ausbildung abgeschlossen, während die Ausbildung von elf Postboten noch lief.
Während 1938 noch rund 50.000 Briefe und 5.000 Päckchen nach und aus Grönland befördert worden waren, war die Zahl aufgrund der durch den Luftverkehr deutlich verbesserten Transportmöglichkeiten im Jahr 1972 auf 3.240.000 Briefe und 189.800 Päckchen angestiegen, wozu noch 681.000 Briefe und 27.200 Päckchen kamen, die innerhalb Grönlands versendet wurden.

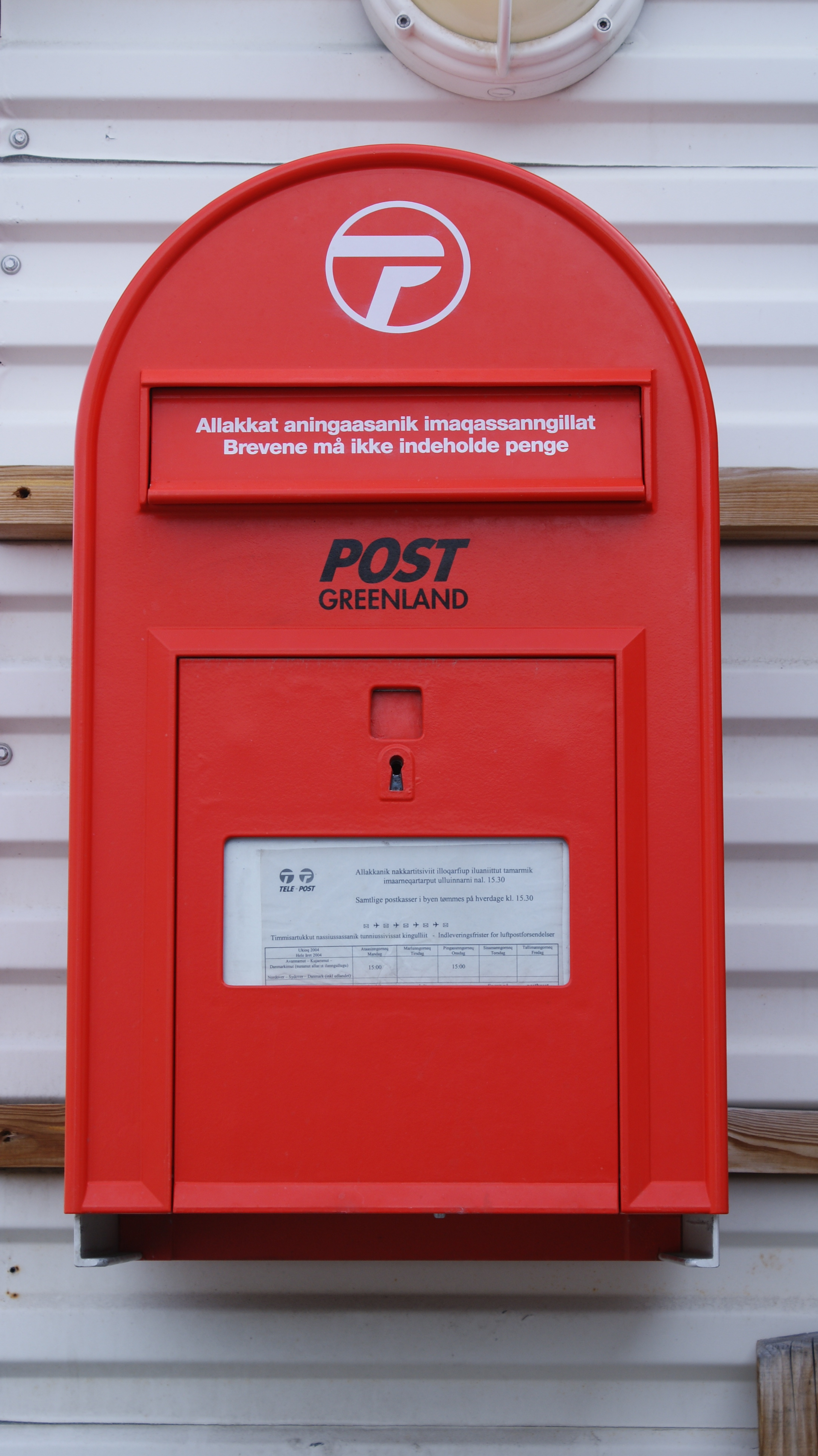
Ein grönländischer Briefkasten

Das grönländische Postwesen unterstand ab 1950 wieder Den Kongelige Grønlandske Handel, nachdem es zuvor zu Grønlands Styrelse gehörte. 1985 begann das Postwesen eine Zusammenarbeit mit dem grönländischen Telegrafiewesen. Der KGH wurde zum Jahreswechsel 1985/86 aufgelöst und in das grönländische Staatsunternehmen KNI umgewandelt. Dabei wurde auch der dänische Name des Postunternehmens Grønlands Postvæsen in Kalaallit Allakkeriviat umgewandelt. 1989 wurde die Philatelieabteilung nach Grönland geholt, wo sie ihren Sitz in Tasiilaq erhielt. 1993 wurde auch die Postleitung nach Grönland versetzt und in Qasigiannguit untergebracht. 1997 wurde Kalaallit Allakkeriviat mit TELE Greenland zu TELE-POST zusammengelegt und das Unternehmen erhielt seinen neuen Sitz in Nuuk. 2021 erhielt das Unternehmen den neuen Namen Tusass.